# 米山健也
米山 健也（よねやま けんや）は、日本の弁護士。おおぞら法律事務所（東京弁護士会所属）代表。

## 経歴
1989年、東京大学法学部卒業。
1992年、弁護士登録。
1996年、米山健也法律事務所開設。
2013年、おおぞら法律事務所開設。

## 弁護士会での過去の役職等
- 東京弁護士会常議員会副議長
- 東京弁護士会法制委員会委員長・同副委員長
- 東京弁護士会会則改正特別委員会副委員長
- 東京弁護士会市民窓口担当
- 日本弁護士連合会司法制度調査会委員同特別委嘱委員
- 日本弁護士連合会代議員
- 日弁連交通事故相談センター相談員
- 成蹊大学法科大学院非常勤講師

## 著書・論文
- 「施行まであと2年! いつまでに何をしておけばいい？」（会社法務A2Z 2018年4月号）
- 「民法（債権関係）改正に関する中間試案の概要　～総論～」（会社法務A2Z 2013年6月号）
- 「民法(債権関係)改正に関する中間試案の概要　～各論～」（会社法務A2Z 2013年7月号）
- 「法制審議会から探る債権法改正のポイント～企業法務に与えるインパクトを中心に～　PART 1」（会社法務A2Z 2011年3月号）
- 「『将来債権譲渡』明文化による債権譲渡担保契約・債権売買契約の見直し」（ビジネス法務2011年1月号）
- 「『債権法改正の基本方針』公表　契約実務への影響は？」（ビジネスロー・ジャーナル2009年8月号）
- 「好感の持てる『目にみえる』改正論議」（ビジネス法務2009年3月号）
- 「いわゆる電子債権法について」（東京弁護士会会報LIBRA2006年8月号）
- 「保証の形態による責任の負担と求償権の範囲」（月刊税理2005年9月号）